# Manio Valerio Voluso Massimo
Manio Valerio Voluso Massimo (fl. V secolo a.C.) fratello di Publio Valerio Publicola è stato dittatore nel 494 a.C.

## Biografia
Figlio di Voleso, era fratello di uno dei padri della repubblica, quel Publio Valerio Publicola che fu quattro volte console dal 509 a.C. a 504 a.C., e di Marco Valerio Voluso Massimo, console nel 505 a.C.
Fu augure e dittatore e vinse varie guerre contro i Sabini e i Medulini.

### Dai contrasti tra plebei e patrizi alla dittatura
I consoli del 494 a.C., Tito Veturio Gemino Cicurino e Aulo Verginio Tricosto Celiomontano secondo quanto riferisce Tito Livio dovettero fronteggiare una situazione difficile; infatti mentre alle frontiere i Sabini, gli Equi ed i Volsci, effettuavano scorrerie in territorio romano e degli alleati latini, segno di imminenti scontri campali, a Roma i plebei, ancora scontenti delle promesse non mantenute presenti negli editti di Publio Servilio Prisco Strutto, decisero di riunirsi sull'Esquilino e sull'Aventino per prendere le decisioni, rifiutandosi di andare in guerra se non fossero state accolte le richieste e le promesse già fatte in precedenza, soprattutto quelle riguardanti la riduzione in schiavitù dei debitori.
Di fronte a tale situazione, i due consoli chiesero consiglio al Senato. Quest'ultimo, criticandoli aspramente, dapprima rispose che erano decisioni di pertinenza dei consoli ma in seguito ordinò loro di imporre la leva militare anche con la forza.
Ci fu così una rissa tra i plebei e i senatori presenti e questo avvenimento portò alla nomina di un dittatore. Venne scelto Manio Valerio Massimo , e non Appio Claudio, per la sua personalità meno aggressiva e più duttile rispetto a quella di Appio, nonché per la sua appartenenza alla gens Valeria, popolare tra la plebe. Alla fine Manlio riuscì a convincere i plebei a fare la leva, più che con la minaccia derivante dalla sua carica, con la conferma delle promesse fatte da Publio Servilio

### Le campagne militari
Il popolo rispose con entusiasmo alla chiamata alle armi, tanto che il dittatore poté organizzare 10 legioni, affidandone a ciascuno dei due consoli 3, mantenendone così 4 sotto il proprio diretto controllo . Decise poi, che Aulo Verginio avrebbe condotto le proprie legioni contro i Volsci, Tito Veturio contro gli Equi, mentre lui si sarebbe opposto ai Sabini, fiancheggiato dalla cavalleria condotta dal magister equitum Quinto Servilio Prisco, mentre a Tito Larcio affidò il controllo della città.
Manio Valerio, nonostante i Sabini in quel momento rappresentassero la minaccia più temibile per i romani, ne ebbe facilmente ragione, ottenendo per questo il trionfo.
(Tito Livio, Ab Urbe condita libri, lib. II, par. 31)
Anche gli eserciti guidati da Tito Veturio e Aulo Verginio ebbero ragione dei propri nemici. I militi romani poterono così tornare dai teatri di battaglia in qualità di vincitori, con la speranza che le promesse fossero mantenute.

### Dalla secessione della plebe al tribunato
Infatti Manio Valerio, che non aveva dimenticato le questioni interne relative ai problemi dei debitori, portò il tema nuovamente all'attenzione del senato, chiedendo un pronunciamento definitivo sulla insolvenza per debiti. Visto che la richiesta non fu approvata, Manio Valerio si dimise da Dittatore e Tito Veturio ed Aulo Verginio rientrarono nella pienezza dei loro poteri consolari fino alla fine dell'anno.
(Tito Livio, Ab Urbe condita libri, lib. II, par. 31)
In questo contesto si realizzò la secessione dei plebei, che per protesta si ritirano sul Monte Sacro, tre miglia fuori Roma sulla destra dell'Aniene dove fortificarono un campo., secessione che rientrò a seguito dell'intervento di Menenio Agrippa che rivolse ai fuoriusciti il famoso apologo delle membra e dello stomaco.
Sul piano pratico venne istituita una carica magistrale a difesa della plebe: il Tribuno della plebe. Questa carica era interdetta ai patrizi e venne sancito con una legge (la Lex Sacrata) il carattere di assoluta inviolabilità e sacralità (sacrosancti) della carica stessa. Vennero quindi eletti i primi due tribuni della plebe, che furono Gaio Licinio e Lucio Albino.